# 神宮司治
神宮司 治（じんぐうじ おさむ、1980年3月5日 - ）は、日本のバンド・レミオロメンのメンバーでドラマーおよびコーラス担当である。山梨県東八代郡御坂町（現：笛吹市）出身。身長174cm。

## 人物
- 愛称は『オサ』。
- 自らを「好奇心旺盛で探究心が強くて、一人遊びが好き」と評している。
- 生まれ変わったら鳥になりたいというほど動物の中でも鳥が一番好きで、｢オサ鳥｣と言うマイキャラをドラムスティックに描いている。
- 花粉症患者である。
- とあるインタビューで「テンションを上げるとき聴く曲は」と聞かれ部屋を掃除中見つかった過去の音源（未発表曲）の『なし4』という曲を挙げていた。
- 趣味は料理、将棋、ゴルフ、釣り。
- オリーブオイルソムリエの資格を所有。
- ゲームが好きで、夜な夜なゲームをするゲーマーでもある。

## 来歴
自営業の男3人兄弟の次男として出生。中学1年生のときに3歳年上の兄の影響でドラムを始める。
高校に入学後にブラスバンド部に入り、打楽器を担当するが、小学校から友人だった藤巻亮太と前田啓介と結成したバンド「おさむさんバンド」の活動に専念するため退部。
音楽を続けていくことを親に反対されたために指定校推薦で理系の大学に進学するが1年で中退。医療系に興味があったので看護学校に通う｡
看護学校1年目に藤巻・前田に誘われてレミオロメンを結成する。プロを目指していた2人と学校の両立を目指す神宮司と意識に差が出たために何度も脱退を勧められることもあった。その後、看護学校を休学してレミオロメンの活動に専念。
2009年から山木秀夫と親交を深め、薫陶を受けている。
SONORのモニターになり2008年『Wonderful & Beautiful』のツアーからSONORのSQ2シリーズをメインに使用中。シンバルはジルジャン、パイステなどセットで混合に使っている。レコーディングではSONOR以外に他メーカー、ラディック・ムッサーのビンテージのセットを使ったりする。SONORのモニター前はカノウプスのセットを使用していてデビュー当時はクラッシュは2枚だったが、3枚になっている。
左手側にはローランドの電子パッドが2つセットされており、そのパッドを使用している曲がある。
SONORのモニターになれた理由は恩師、山木秀夫と会談する機会があり、山木のおかげでモニターになったのだそう。ビンテージ楽器を集めるようになった理由も山木の影響から。
2012年2月にレミオロメンが活動休止してからは自身が企画したライブ"Happy Session"やドラムクリニックを開催。2013年秋からはベッキーのライブのサポートメンバーとして参加。オリーブオイル好きが高じてオリーブオイルソムリエの資格を取得し、オリーブオイル関連のイベントにも出演。
2014年10月1日、地域情報メディア「Walker47」にて、「オリーブオイルマスターソムリエ　“レミオロメン”神宮司治のライフサプリ」の連載開始。
2014年11月13日、「THE TURTLES JAPAN」への参加を発表。
2017年からDEAN FUJIOKAのサポートドラマーとして活動。

## テレビ出演
- 僕らの音楽（フジテレビ）（2013年10月18日）…秦基博「Girl」にドラマーとして。